# Aleucanitis hyblaeoides
Aleucanitis hyblaeoides is een vlinder uit de familie van de spinneruilen (Erebidae). De wetenschappelijke naam van de soort is voor het eerst geldig gepubliceerd door Moore.